# Rio Záncara
O rio Záncara é um rio de Espanha, afluente do rio Ciguela.
É um rio muito humanizado e com estios muito marcados. A água do rio é aproveitada para usos agrícolas, e na maior parte do seu percurso é uma cala feita entre áreas de cultivo. O rio percorre a zona de La Mancha, e a origem do seu nome é a língua árabe, significando "sem água". O terreno por onde corre é geralmente plano.